# Prosopocoilus flavomaculatus
Prosopocoilus flavomaculatus is een keversoort uit de familie vliegende herten (Lucanidae). De wetenschappelijke naam van de soort is voor het eerst geldig gepubliceerd in 1910 door Mollenkamp.